# Brandshagen
Brandshagen is een ortsteil van de Duitse gemeente Sundhagen in de deelstaat Mecklenburg-Voor-Pommeren. Tot 7 juni 2009 was Brandshagen een zelfstandige gemeente.